# Ondrik István
Ondrik István (Tótkomlós, 1936 – 2017. január 7.) magyar labdarúgóedző.

## Élete
Hat éven át volt a Békéscsabai Előre módszertani előadója. 1977-ben a Békéscsabai TASK NB II-es csapatának edzője volt. 1978 és 1980 között Békéscsabai Előre vezetőedzője volt. 1980 decemberében a Füzesgyarmat trénere lett. Emellett a Békéscsabai Sportkollégium igazgatója is volt. 1983 és 1985 között a szegedi Délép SE szakmai munkáját irányította. Mindkét idényben bajnok lett a csapattal a harmadosztályban, de az osztályozó mérkőzéseken nem sikerült kiharcolni a feljutást. 1985-ben fuzionált a SZEOL AK és a Délép SE SZEOL-Délép SE néven és az együttes vezetőedzője Ondrik lett egy idényre. 1986-ban a Juhász Gyula Tanárképző Főiskola Testnevelési Tanszékére került mint főiskolai adjunktus. 1996-ban vonult nyugdíjba.